# Halicyclops robustus
Halicyclops robustus – gatunek widłonoga z rodziny Halicyclopidae. Nazwa naukowa tych skorupiaków została opublikowana w 1951 roku przez szwedzkiego zoologa Knuta Lindberga.